# Coppa del Mondo di sci alpino paralimpico 2023
La Coppa del Mondo di sci alpino paralimpico 2023 è stata la 24ª edizione della manifestazione organizzata dalla Federazione internazionale sci e snowboard; ha avuto inizio l'8 dicembre 2022 a Sankt Moritz, in Svizzera, e si è conclusa il 17 marzo 2023 a Cortina d'Ampezzo, in Italia. Nel corso della stagione si sono tenuti a Espot, in Spagna, i Campionati mondiali di sci alpino paralimpico 2023, non validi ai fini della Coppa del Mondo il cui calendario ha contemplato dunque un'interruzione nel mese di gennaio. In seguito all'invasione dell'Ucraina, gli atleti russi e bielorussi sono stati esclusi dalle competizioni.
Sia in campo maschile sia in campo femminile sono state disputate 21 delle 25 gare in programma nelle tre categorie ipovedenti, in piedi e seduti (4 discese libere, 4 supergiganti, 6 slalom giganti, 7 slalom speciali), in 7 diverse località. In campo maschile si sono aggiudicati la Coppa del Mondo generale l'austriaco Johannes Aigner con l'atleta guida Matteo Fleischmann (ipovedenti), il francese Arthur Bauchet (in piedi) e il norvegese Jesper Pedersen (seduti); in campo femminile l'austriaca Veronika Aigner con l'atleta guida Elisabeth Aigner (ipovedenti) e le tedesche Anna-Maria Rieder (in piedi) e Anna-Lena Forster (seduti).

## Uomini

### Risultati
| Data             | Località             | Nazione  | Spec. | Categoria               | Primo                                                        | Secondo                            | Terzo                               |
| ---------------- | -------------------- | -------- | ----- | ----------------------- | ------------------------------------------------------------ | ---------------------------------- | ----------------------------------- |
| 8 dicembre 2022  | Sankt Moritz         | Svizzera | GS    | Ipovedenti Atleta guida | Johannes Aigner Matteo Fleischmann                           | Hyacinthe Deleplace Roy Piccard    | Michał Gołaś Kacper Walas           |
| 8 dicembre 2022  | Sankt Moritz         | Svizzera | GS    | In piedi                | Arthur Bauchet                                               | Federico Pelizzari                 | Alexis Guimond                      |
| 8 dicembre 2022  | Sankt Moritz         | Svizzera | GS    | Seduti                  | Jesper Pedersen                                              | Jeroen Kampschreur                 | René De Silvestro                   |
| 9 dicembre 2022  | Sankt Moritz         | Svizzera | SL    | Ipovedenti Atleta guida | Johannes Aigner Matteo Fleischmann                           | Michał Gołaś Kacper Walas          | -                                   |
| 9 dicembre 2022  | Sankt Moritz         | Svizzera | SL    | In piedi                | Arthur Bauchet                                               | Robin Cuche                        | Thomas Grochar                      |
| 9 dicembre 2022  | Sankt Moritz         | Svizzera | SL    | Seduti                  | Jesper Pedersen                                              | René De Silvestro                  | Victor Pierrel                      |
| 10 dicembre 2022 | Sankt Moritz         | Svizzera | SL    | Ipovedenti Atleta guida | Johannes Aigner Matteo Fleischmann                           | Giacomo Bertagnolli Andrea Ravelli | Michał Gołaś Kacper Walas           |
| 10 dicembre 2022 | Sankt Moritz         | Svizzera | SL    | In piedi                | Arthur Bauchet                                               | Aaron Lindström                    | Adam Hall                           |
| 10 dicembre 2022 | Sankt Moritz         | Svizzera | SL    | Seduti                  | Jesper Pedersen                                              | René De Silvestro                  | Takeshi Suzuki                      |
| 11 dicembre 2022 | Sankt Moritz         | Svizzera | SL    | Ipovedenti Atleta guida | Johannes Aigner Matteo Fleischmann                           | Giacomo Bertagnolli Andrea Ravelli | Hyacinthe Deleplace Roy Piccard     |
| 11 dicembre 2022 | Sankt Moritz         | Svizzera | SL    | In piedi                | Arthur Bauchet                                               | Robin Cuche                        | Aaron Lindström                     |
| 11 dicembre 2022 | Sankt Moritz         | Svizzera | SL    | Seduti                  | Jesper Pedersen                                              | René De Silvestro                  | Taiki Morii                         |
| 14 dicembre 2022 | Steinach am Brenner  | Austria  | SG    | Ipovedenti Atleta guida | Johannes Aigner Matteo Fleischmann                           | Hyacinthe Deleplace Roy Piccard    | Michał Gołaś Kacper Walas           |
| 14 dicembre 2022 | Steinach am Brenner  | Austria  | SG    | In piedi                | Arthur Bauchet                                               | Markus Salcher                     | Robin Cuche                         |
| 14 dicembre 2022 | Steinach am Brenner  | Austria  | SG    | Seduti                  | Jesper Pedersen                                              | Jeroen Kampschreur                 | Taiki Morii                         |
| 15 dicembre 2022 | Steinach am Brenner  | Austria  | SG    | Ipovedenti Atleta guida | Johannes Aigner Matteo Fleischmann                           | Hyacinthe Deleplace Roy Piccard    | Michał Gołaś Kacper Walas           |
| 15 dicembre 2022 | Steinach am Brenner  | Austria  | SG    | In piedi                | Arthur Bauchet                                               | Markus Salcher                     | Robin Cuche                         |
| 15 dicembre 2022 | Steinach am Brenner  | Austria  | SG    | Seduti                  | Niels De Langen                                              | Jesper Pedersen                    | Jeroen Kampschreur                  |
| 16 dicembre 2022 | Steinach am Brenner  | Austria  | GS    | annullata               | annullata                                                    | annullata                          | annullata                           |
| 17 dicembre 2022 | Steinach am Brenner  | Austria  | GS    | annullata               | annullata                                                    | annullata                          | annullata                           |
| 10 gennaio 2023  | Veysonnaz            | Svizzera | GS    | Ipovedenti Atleta guida | Giacomo Bertagnolli Andrea Ravelli                           | Hyacinthe Deleplace Roy Piccard    | Michał Gołaś Kacper Walas           |
| 10 gennaio 2023  | Veysonnaz            | Svizzera | GS    | In piedi                | Robin Cuche                                                  | Théo Gmür                          | Arthur Bauchet                      |
| 10 gennaio 2023  | Veysonnaz            | Svizzera | GS    | Seduti                  | Jesper Pedersen                                              | René De Silvestro                  | Pascal Christen                     |
| 11 gennaio 2023  | Veysonnaz            | Svizzera | GS    | Ipovedenti Atleta guida | Giacomo Bertagnolli Andrea Ravelli Michał Gołaś Kacper Walas |                                    | Hyacinthe Deleplace Roy Piccard     |
| 11 gennaio 2023  | Veysonnaz            | Svizzera | GS    | In piedi                | Robin Cuche                                                  | Arthur Bauchet                     | Markus Salcher                      |
| 11 gennaio 2023  | Veysonnaz            | Svizzera | GS    | Seduti                  | Jesper Pedersen                                              | René De Silvestro                  | Lou Braz-Dagand                     |
| 12 gennaio 2023  | Veysonnaz            | Svizzera | GS    | Ipovedenti Atleta guida | Giacomo Bertagnolli Andrea Ravelli                           | Hyacinthe Deleplace Roy Piccard    | Alexander Rauen Monica Hübner       |
| 12 gennaio 2023  | Veysonnaz            | Svizzera | GS    | In piedi                | Robin Cuche                                                  | Théo Gmür                          | Jordan Broisin                      |
| 12 gennaio 2023  | Veysonnaz            | Svizzera | GS    | Seduti                  | Jesper Pedersen                                              | René De Silvestro                  | Lou Braz-Dagand                     |
| 14 gennaio 2023  | Veysonnaz            | Svizzera | SL    | Ipovedenti Atleta guida | Giacomo Bertagnolli Andrea Ravelli                           | Michał Gołaś Kacper Walas          | Hyacinthe Deleplace Roy Piccard     |
| 14 gennaio 2023  | Veysonnaz            | Svizzera | SL    | In piedi                | Robin Cuche                                                  | Thomas Charles Walsh               | Jordan Broisin                      |
| 14 gennaio 2023  | Veysonnaz            | Svizzera | SL    | Seduti                  | Jesper Pedersen                                              | René De Silvestro                  | Victor Pierrel                      |
| 8 febbraio 2023  | Saalbach-Hinterglemm | Austria  | DH    | Ipovedenti Atleta guida | Johannes Aigner Matteo Fleischmann                           | Hyacinthe Deleplace Roy Piccard    | Giacomo Bertagnolli Andrea Ravelli  |
| 8 febbraio 2023  | Saalbach-Hinterglemm | Austria  | DH    | In piedi                | Robin Cuche                                                  | Markus Salcher                     | Arthur Bauchet                      |
| 8 febbraio 2023  | Saalbach-Hinterglemm | Austria  | DH    | Seduti                  | Jeroen Kampschreur                                           | Jesper Pedersen                    | Niels De Langen                     |
| 9 febbraio 2023  | Saalbach-Hinterglemm | Austria  | DH    | Ipovedenti Atleta guida | Johannes Aigner Matteo Fleischmann                           | Hyacinthe Deleplace Roy Piccard    | Michael Scharnagl Florian Erharter  |
| 9 febbraio 2023  | Saalbach-Hinterglemm | Austria  | DH    | In piedi                | Robin Cuche                                                  | Markus Salcher                     | Arthur Bauchet                      |
| 9 febbraio 2023  | Saalbach-Hinterglemm | Austria  | DH    | Seduti                  | Jeroen Kampschreur                                           | Jesper Pedersen                    | Niels De Langen                     |
| 10 febbraio 2023 | Saalbach-Hinterglemm | Austria  | SG    | Ipovedenti Atleta guida | Johannes Aigner Matteo Fleischmann                           | Giacomo Bertagnolli Andrea Ravelli | Hyacinthe Deleplace Roy Piccard     |
| 10 febbraio 2023 | Saalbach-Hinterglemm | Austria  | SG    | In piedi                | Arthur Bauchet                                               | Robin Cuche                        | Markus Salcher                      |
| 10 febbraio 2023 | Saalbach-Hinterglemm | Austria  | SG    | Seduti                  | Jeroen Kampschreur                                           | René De Silvestro                  | Jesper Pedersen                     |
| 11 febbraio 2023 | Saalbach-Hinterglemm | Austria  | SG    | Ipovedenti Atleta guida | Johannes Aigner Matteo Fleischmann                           | Hyacinthe Deleplace Roy Piccard    | Giacomo Bertagnolli Andrea Ravelli  |
| 11 febbraio 2023 | Saalbach-Hinterglemm | Austria  | SG    | In piedi                | Arthur Bauchet                                               | Markus Salcher                     | Alexis Guimond                      |
| 11 febbraio 2023 | Saalbach-Hinterglemm | Austria  | SG    | Seduti                  | Jeroen Kampschreur                                           | René De Silvestro                  | Kurt Oatway                         |
| 27 febbraio 2023 | Kitzbühel            | Austria  | SL    | Ipovedenti Atleta guida | Johannes Aigner Matteo Fleischmann                           | Hyacinthe Deleplace Roy Piccard    | Alexander Rauen Benedikt Staubitzer |
| 27 febbraio 2023 | Kitzbühel            | Austria  | SL    | In piedi                | Arthur Bauchet                                               | Robin Cuche                        | Aaron Lindström                     |
| 27 febbraio 2023 | Kitzbühel            | Austria  | SL    | Seduti                  | Jesper Pedersen                                              | René De Silvestro                  | Niels De Langen                     |
| 28 febbraio 2023 | Kitzbühel            | Austria  | SL    | Ipovedenti Atleta guida | Johannes Aigner Matteo Fleischmann                           | Neil Simpson Rob Poth              | Hyacinthe Deleplace Roy Piccard     |
| 28 febbraio 2023 | Kitzbühel            | Austria  | SL    | In piedi                | Arthur Bauchet                                               | Aaron Lindström                    | Robin Cuche                         |
| 28 febbraio 2023 | Kitzbühel            | Austria  | SL    | Seduti                  | René De Silvestro                                            | Jesper Pedersen                    | Niels De Langen                     |
| 11 marzo 2023    | Sella Nevea          | Italia   | DH    | Ipovedenti Atleta guida | Johannes Aigner Matteo Fleischmann                           | Hyacinthe Deleplace Roy Piccard    | Giacomo Bertagnolli Andrea Ravelli  |
| 11 marzo 2023    | Sella Nevea          | Italia   | DH    | In piedi                | Robin Cuche                                                  | Markus Salcher                     | Alexis Guimond                      |
| 11 marzo 2023    | Sella Nevea          | Italia   | DH    | Seduti                  | Jeroen Kampschreur                                           | Jesper Pedersen                    | Kurt Oatway                         |
| 12 marzo 2023    | Sella Nevea          | Italia   | DH    | Ipovedenti Atleta guida | Johannes Aigner Matteo Fleischmann                           | Hyacinthe Deleplace Roy Piccard    | Giacomo Bertagnolli Andrea Ravelli  |
| 12 marzo 2023    | Sella Nevea          | Italia   | DH    | In piedi                | Arthur Bauchet                                               | Markus Salcher                     | Alexis Guimond                      |
| 12 marzo 2023    | Sella Nevea          | Italia   | DH    | Seduti                  | Jesper Pedersen                                              | Niels De Langen                    | Brian Rowland                       |
| 12 marzo 2023    | Sella Nevea          | Italia   | SG    | annullata               | annullata                                                    | annullata                          | annullata                           |
| 15 marzo 2023    | Cortina d'Ampezzo    | Italia   | GS    | Ipovedenti Atleta guida | Johannes Aigner Matteo Fleischmann                           | Marek Kubačka Mária Zaťovičová     | Mingyu Hwang Sanghyun Jung          |
| 15 marzo 2023    | Cortina d'Ampezzo    | Italia   | GS    | In piedi                | Alexis Guimond                                               | Théo Gmür                          | Arthur Bauchet                      |
| 15 marzo 2023    | Cortina d'Ampezzo    | Italia   | GS    | Seduti                  | Jesper Pedersen                                              | Jeroen Kampschreur                 | Niels De Langen                     |
| 16 marzo 2023    | Cortina d'Ampezzo    | Italia   | SL    | annullata               | annullata                                                    | annullata                          | annullata                           |
| 16 marzo 2023    | Cortina d'Ampezzo    | Italia   | GS    | Ipovedenti Atleta guida | Johannes Aigner Matteo Fleischmann                           | Giacomo Bertagnolli Andrea Ravelli | Hyacinthe Deleplace Roy Piccard     |
| 16 marzo 2023    | Cortina d'Ampezzo    | Italia   | GS    | In piedi                | Alexis Guimond                                               | Arthur Bauchet                     | Théo Gmür                           |
| 16 marzo 2023    | Cortina d'Ampezzo    | Italia   | GS    | Seduti                  | Jeroen Kampschreur                                           | René De Silvestro                  | Jesper Pedersen                     |
| 17 marzo 2023    | Cortina d'Ampezzo    | Italia   | SL    | Ipovedenti Atleta guida | Giacomo Bertagnolli Andrea Ravelli                           | Hyacinthe Deleplace Roy Piccard    | Alexander Rauen Benedikt Staubitzer |
| 17 marzo 2023    | Cortina d'Ampezzo    | Italia   | SL    | In piedi                | Arthur Bauchet                                               | Jules Segers                       | Federico Pelizzari                  |
| 17 marzo 2023    | Cortina d'Ampezzo    | Italia   | SL    | Seduti                  | René De Silvestro                                            | Jesper Pedersen                    | Victor Pierrel                      |

Legenda:

DH = discesa libera

SG = supergigante

GS = slalom gigante

SL = slalom speciale

### Classifiche

#### Ipovedenti

##### Generale

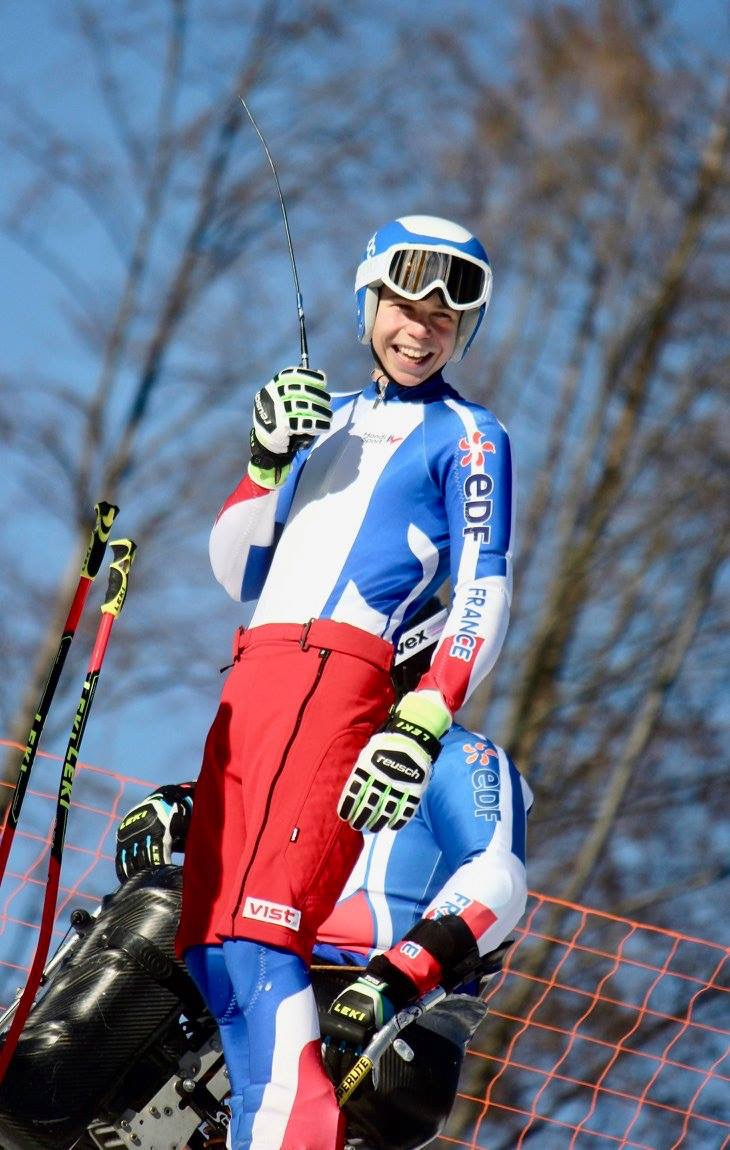
Arthur Bauchet nel 2017

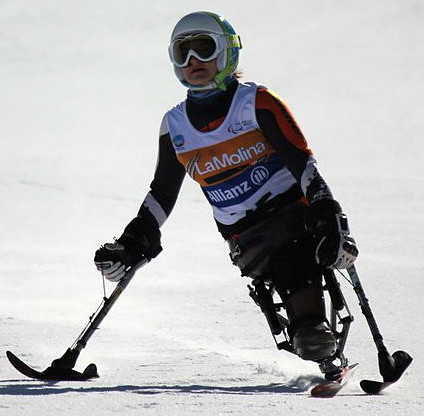
Anna-Lena Forster nel 2013

| Pos. | Nome                                               | Nazione       | Punti |
| ---- | -------------------------------------------------- | ------------- | ----- |
| 1    | Johannes Aigner Matteo Fleischmann                 | Austria       | 1600  |
| 2    | Hyacinthe Deleplace Roy Piccard                    | Francia       | 1370  |
| 3    | Giacomo Bertagnolli Andrea Ravelli                 | Italia        | 1110  |
| 4    | Michał Gołaś Kacper Walas                          | Polonia       | 560   |
| 5    | Alexander Rauen Monica Hübner, Benedikt Staubitzer | Germania      | 420   |
| 6    | Marek Kubačka Mária Zaťovičová                     | Slovacchia    | 180   |
| 7    | Mingyu Hwang Sanghyun Jung                         | Corea del Sud | 110   |
| 7    | Michael Scharnagl Florian Erharter                 | Austria       | 110   |
| 9    | Neil Simpson Rob Poth                              | Regno Unito   | 80    |
| 10   | Patrick Jensen Ethan Jackson                       | Australia     | 50    |

##### Discesa libera
| Pos. | Nome Atleta guida                  | Nazione       | Punti |
| ---- | ---------------------------------- | ------------- | ----- |
| 1    | Johannes Aigner Matteo Fleischmann | Austria       | 400   |
| 2    | Hyacinthe Deleplace Roy Piccard    | Francia       | 320   |
| 3    | Giacomo Bertagnolli Andrea Ravelli | Italia        | 230   |
| 4    | Michael Scharnagl Florian Erharter | Austria       | 110   |
| 5    | Mingyu Hwang Sanghyun Jung         | Corea del Sud | 50    |

##### Supergigante
| Pos. | Nome Atleta guida                  | Nazione | Punti |
| ---- | ---------------------------------- | ------- | ----- |
| 1    | Johannes Aigner Matteo Fleischmann | Austria | 400   |
| 2    | Hyacinthe Deleplace Roy Piccard    | Francia | 300   |
| 3    | Giacomo Bertagnolli Andrea Ravelli | Italia  | 140   |
| 4    | Michał Gołaś Kacper Walas          | Polonia | 120   |

##### Slalom gigante
| Pos. | Nome Atleta guida                                  | Nazione  | Punti |
| ---- | -------------------------------------------------- | -------- | ----- |
| 1    | Giacomo Bertagnolli Andrea Ravelli                 | Italia   | 380   |
| 2    | Hyacinthe Deleplace Roy Piccard                    | Francia  | 360   |
| 3    | Johannes Aigner Matteo Fleischmann                 | Austria  | 300   |
| 4    | Alexander Rauen Monica Hübner, Benedikt Staubitzer | Germania | 250   |
| 5    | Michał Gołaś Kacper Walas                          | Polonia  | 220   |

##### Slalom speciale
| Pos. | Nome Atleta guida                   | Nazione  | Punti |
| ---- | ----------------------------------- | -------- | ----- |
| 1    | Johannes Aigner Matteo Fleischmann  | Austria  | 500   |
| 2    | Hyacinthe Deleplace Roy Piccard     | Francia  | 390   |
| 3    | Giacomo Bertagnolli Andrea Ravelli  | Italia   | 360   |
| 4    | Michał Gołaś Kacper Walas           | Polonia  | 220   |
| 5    | Alexander Rauen Benedikt Staubitzer | Germania | 170   |

#### In piedi

##### Generale
| Pos. | Nome                 | Nazione     | Punti |
| ---- | -------------------- | ----------- | ----- |
| 1    | Arthur Bauchet       | Francia     | 1620  |
| 2    | Robin Cuche          | Svizzera    | 1412  |
| 3    | Markus Salcher       | Austria     | 816   |
| 4    | Jordan Broisin       | Francia     | 742   |
| 5    | Théo Gmür            | Svizzera    | 730   |
| 6    | Thomas Charles Walsh | Stati Uniti | 727   |
| 7    | Oscar Burnahm        | Francia     | 706   |
| 8    | Alexis Guimond       | Canada      | 675   |
| 9    | Aaron Lindström      | Svezia      | 571   |
| 10   | Federico Pelizzari   | Italia      | 535   |

##### Discesa libera
| Pos. | Nome           | Nazione  | Punti |
| ---- | -------------- | -------- | ----- |
| 1    | Robin Cuche    | Svizzera | 350   |
| 2    | Markus Salcher | Austria  | 320   |
| 3    | Arthur Bauchet | Francia  | 240   |
| 4    | Alexis Guimond | Canada   | 215   |
| 5    | Théo Gmür      | Svizzera | 163   |

##### Supergigante
| Pos. | Nome           | Nazione  | Punti |
| ---- | -------------- | -------- | ----- |
| 1    | Arthur Bauchet | Francia  | 400   |
| 2    | Markus Salcher | Austria  | 300   |
| 3    | Robin Cuche    | Svizzera | 250   |
| 4    | Alexis Guimond | Canada   | 200   |
| 5    | Jordan Broisin | Francia  | 153   |

##### Slalom gigante
| Pos. | Nome               | Nazione  | Punti |
| ---- | ------------------ | -------- | ----- |
| 1    | Robin Cuche        | Svizzera | 412   |
| 2    | Arthur Bauchet     | Francia  | 380   |
| 3    | Théo Gmür          | Svizzera | 350   |
| 4    | Alexis Guimond     | Canada   | 260   |
| 5    | Federico Pelizzari | Italia   | 238   |

##### Slalom speciale
| Pos. | Nome                 | Nazione     | Punti |
| ---- | -------------------- | ----------- | ----- |
| 1    | Arthur Bauchet       | Francia     | 600   |
| 2    | Robin Cuche          | Svizzera    | 400   |
| 3    | Aaron Lindström      | Svezia      | 330   |
| 4    | Oscar Burnahm        | Francia     | 293   |
| 5    | Thomas Charles Walsh | Stati Uniti | 270   |

#### Seduti

##### Generale
| Pos. | Nome               | Nazione     | Punti |
| ---- | ------------------ | ----------- | ----- |
| 1    | Jesper Pedersen    | Norvegia    | 1820  |
| 2    | René De Silvestro  | Italia      | 1230  |
| 3    | Jeroen Kampschreur | Paesi Bassi | 956   |
| 4    | Niels De Langen    | Paesi Bassi | 830   |
| 5    | Victor Pierrel     | Francia     | 726   |
| 6    | Lou Braz-Dagand    | Francia     | 522   |
| 7    | Kurt Oatway        | Canada      | 387   |
| 8    | Taiki Morii        | Giappone    | 381   |
| 9    | Enrique Plantey    | Argentina   | 333   |
| 10   | Takeshi Suzuki     | Giappone    | 328   |

##### Discesa libera
| Pos. | Nome               | Nazione     | Punti |
| ---- | ------------------ | ----------- | ----- |
| 1    | Jesper Pedersen    | Norvegia    | 340   |
| 2    | Jeroen Kampschreur | Paesi Bassi | 300   |
| 3    | Niels De Langen    | Paesi Bassi | 250   |
| 4    | Enrique Plantey    | Argentina   | 176   |
| 5    | Kurt Oatway        | Canada      | 155   |

##### Supergigante
| Pos. | Nome               | Nazione     | Punti |
| ---- | ------------------ | ----------- | ----- |
| 1    | Jeroen Kampschreur | Paesi Bassi | 360   |
| 2    | Jesper Pedersen    | Norvegia    | 260   |
| 3    | René De Silvestro  | Italia      | 250   |
| 4    | Niels De Langen    | Paesi Bassi | 150   |
| 5    | Victor Pierrel     | Francia     | 131   |

##### Slalom gigante
| Pos. | Nome               | Nazione     | Punti |
| ---- | ------------------ | ----------- | ----- |
| 1    | Jesper Pedersen    | Norvegia    | 560   |
| 2    | René De Silvestro  | Italia      | 380   |
| 3    | Jeroen Kampschreur | Paesi Bassi | 260   |
| 4    | Lou Braz-Dagand    | Francia     | 217   |
| 5    | Niels De Langen    | Paesi Bassi | 160   |

##### Slalom speciale
| Pos. | Nome              | Nazione     | Punti |
| ---- | ----------------- | ----------- | ----- |
| 1    | Jesper Pedersen   | Norvegia    | 660   |
| 2    | René De Silvestro | Italia      | 600   |
| 3    | Victor Pierrel    | Francia     | 325   |
| 4    | Niels De Langen   | Paesi Bassi | 270   |
| 5    | Lou Braz-Dagand   | Francia     | 250   |

## Donne

### Risultati
| Data             | Località             | Nazione  | Spec. | Categoria               | Prima                             | Seconda                           | Terza                             |
| ---------------- | -------------------- | -------- | ----- | ----------------------- | --------------------------------- | --------------------------------- | --------------------------------- |
| 8 dicembre 2022  | Sankt Moritz         | Svizzera | GS    | Ipovedenti Atleta guida | Veronika Aigner Elisabeth Aigner  | Chiara Mazzel Fabrizio Casal      | Barbara Aigner Ylenia Sabidussi   |
| 8 dicembre 2022  | Sankt Moritz         | Svizzera | GS    | In piedi                | Ebba Årsjö                        | Andrea Rothfuss                   | Anna-Maria Rieder                 |
| 8 dicembre 2022  | Sankt Moritz         | Svizzera | GS    | Seduti                  | Anna-Lena Forster                 | Barbara van Bergen                | Nette Kiviranta                   |
| 9 dicembre 2022  | Sankt Moritz         | Svizzera | SL    | Ipovedenti Atleta guida | Veronika Aigner Elisabeth Aigner  | Barbara Aigner Klara Sykora       | Alexandra Rexová Eva Trajčíková   |
| 9 dicembre 2022  | Sankt Moritz         | Svizzera | SL    | In piedi                | Ebba Årsjö                        | Anna-Maria Rieder                 | Andrea Rothfuss                   |
| 9 dicembre 2022  | Sankt Moritz         | Svizzera | SL    | Seduti                  | Anna-Lena Forster                 | Nette Kiviranta                   | -                                 |
| 10 dicembre 2022 | Sankt Moritz         | Svizzera | SL    | Ipovedenti Atleta guida | Barbara Aigner Klara Sykora       | Alexandra Rexová Eva Trajčíková   | Chiara Mazzel Fabrizio Casal      |
| 10 dicembre 2022 | Sankt Moritz         | Svizzera | SL    | In piedi                | Ebba Årsjö                        | Anna-Maria Rieder                 | Andrea Rothfuss                   |
| 10 dicembre 2022 | Sankt Moritz         | Svizzera | SL    | Seduti                  | Ebba Årsjö                        | Anna-Maria Rieder                 | Andrea Rothfuss                   |
| 11 dicembre 2022 | Sankt Moritz         | Svizzera | SL    | Ipovedenti Atleta guida | Veronika Aigner Elisabeth Aigner  | Alexandra Rexová Eva Trajčíková   | Eva Nikou Dimitris Profentzas     |
| 11 dicembre 2022 | Sankt Moritz         | Svizzera | SL    | In piedi                | Ebba Årsjö                        | Anna-Maria Rieder                 | Andrea Rothfuss                   |
| 11 dicembre 2022 | Sankt Moritz         | Svizzera | SL    | Seduti                  | Anna-Lena Forster                 | Laurie Stephens                   | -                                 |
| 14 dicembre 2022 | Steinach am Brenner  | Austria  | SG    | Ipovedenti Atleta guida | Chiara Mazzel Fabrizio Casal      | Martina Vozza Ylenia Sabidussi    | Alexandra Rexová Eva Trajčíková   |
| 14 dicembre 2022 | Steinach am Brenner  | Austria  | SG    | In piedi                | Ebba Årsjö                        | Anna-Maria Rieder                 | Andrea Rothfuss                   |
| 14 dicembre 2022 | Steinach am Brenner  | Austria  | SG    | Seduti                  | Anna-Lena Forster                 | Barbara van Bergen                | -                                 |
| 15 dicembre 2022 | Steinach am Brenner  | Austria  | SG    | Ipovedenti Atleta guida | Chiara Mazzel Fabrizio Casal      | Martina Vozza Ylenia Sabidussi    | Alexandra Rexová Eva Trajčíková   |
| 15 dicembre 2022 | Steinach am Brenner  | Austria  | SG    | In piedi                | Ebba Årsjö                        | Anna-Maria Rieder                 | Andrea Rothfuss                   |
| 15 dicembre 2022 | Steinach am Brenner  | Austria  | SG    | Seduti                  | Anna-Lena Forster                 | Barbara van Bergen                | -                                 |
| 16 dicembre 2022 | Steinach am Brenner  | Austria  | GS    | annullata               | annullata                         | annullata                         | annullata                         |
| 17 dicembre 2022 | Steinach am Brenner  | Austria  | GS    | annullata               | annullata                         | annullata                         | annullata                         |
| 10 gennaio 2023  | Veysonnaz            | Svizzera | GS    | Ipovedenti Atleta guida | Veronika Aigner Elisabeth Aigner  | Martina Vozza Ylenia Sabidussi    | Elina Stary Anna-Jacqueline Stoss |
| 10 gennaio 2023  | Veysonnaz            | Svizzera | GS    | In piedi                | Aurélie Richard                   | Allie Johnson                     | Lucija Smetiško                   |
| 10 gennaio 2023  | Veysonnaz            | Svizzera | GS    | Seduti                  | Laurie Stephens                   | Audrey Pascual                    | Saylor O'Brien                    |
| 11 gennaio 2023  | Veysonnaz            | Svizzera | GS    | Ipovedenti Atleta guida | Veronika Aigner Elisabeth Aigner  | Elina Stary Anna-Jacqueline Stoss | Martina Vozza Ylenia Sabidussi    |
| 11 gennaio 2023  | Veysonnaz            | Svizzera | GS    | In piedi                | Aurélie Richard                   | Allie Johnson                     | Lucija Smetiško                   |
| 11 gennaio 2023  | Veysonnaz            | Svizzera | GS    | Seduti                  | Laurie Stephens                   | Audrey Pascual                    | -                                 |
| 12 gennaio 2023  | Veysonnaz            | Svizzera | GS    | Ipovedenti Atleta guida | Veronika Aigner Elisabeth Aigner  | Elina Stary Anna-Jacqueline Stoss | Martina Vozza Ylenia Sabidussi    |
| 12 gennaio 2023  | Veysonnaz            | Svizzera | GS    | In piedi                | Allie Johnson                     | Lucija Smetiško                   | -                                 |
| 12 gennaio 2023  | Veysonnaz            | Svizzera | GS    | Seduti                  | Audrey Pascual                    | Laurie Stephens                   | -                                 |
| 14 gennaio 2023  | Veysonnaz            | Svizzera | SL    | Ipovedenti Atleta guida | Veronika Aigner Elisabeth Aigner  | Menna Fitzpatrick Katie Guest     | Elina Stary Anna-Jacqueline Stoss |
| 14 gennaio 2023  | Veysonnaz            | Svizzera | SL    | In piedi                | Aurélie Richard                   | Lucija Smetiško                   | Allie Johnson                     |
| 14 gennaio 2023  | Veysonnaz            | Svizzera | SL    | Seduti                  | Laurie Stephens                   | Saylor O'Brien                    | -                                 |
| 8 febbraio 2023  | Saalbach-Hinterglemm | Austria  | DH    | Ipovedenti Atleta guida | Chiara Mazzel Fabrizio Casal      | -                                 | -                                 |
| 8 febbraio 2023  | Saalbach-Hinterglemm | Austria  | DH    | In piedi                | Frédérique Turgeon                | Anna-Maria Rieder                 | Aurélie Richard                   |
| 8 febbraio 2023  | Saalbach-Hinterglemm | Austria  | DH    | Seduti                  | Barbara van Bergen                | Anna-Lena Forster                 | -                                 |
| 9 febbraio 2023  | Saalbach-Hinterglemm | Austria  | DH    | Ipovedenti Atleta guida | Chiara Mazzel Fabrizio Casal      | Martina Vozza Ylenia Sabidussi    | -                                 |
| 9 febbraio 2023  | Saalbach-Hinterglemm | Austria  | DH    | In piedi                | Anna-Maria Rieder                 | Frédérique Turgeon                | Aurélie Richard                   |
| 9 febbraio 2023  | Saalbach-Hinterglemm | Austria  | DH    | Seduti                  | Anna-Lena Forster                 | -                                 | -                                 |
| 10 febbraio 2023 | Saalbach-Hinterglemm | Austria  | SG    | Ipovedenti Atleta guida | Chiara Mazzel Fabrizio Casal      | Martina Vozza Ylenia Sabidussi    | -                                 |
| 10 febbraio 2023 | Saalbach-Hinterglemm | Austria  | SG    | In piedi                | Anna-Maria Rieder                 | Frédérique Turgeon                | Aurélie Richard                   |
| 10 febbraio 2023 | Saalbach-Hinterglemm | Austria  | SG    | Seduti                  | Anna-Lena Forster                 | -                                 | -                                 |
| 11 febbraio 2023 | Saalbach-Hinterglemm | Austria  | SG    | Ipovedenti              | annullata                         | annullata                         | annullata                         |
| 11 febbraio 2023 | Saalbach-Hinterglemm | Austria  | SG    | In piedi                | Aurélie Richard                   | Andrea Rothfuss                   | -                                 |
| 11 febbraio 2023 | Saalbach-Hinterglemm | Austria  | SG    | Seduti                  | Anna-Lena Forster                 | -                                 | -                                 |
| 27 febbraio 2023 | Kitzbühel            | Austria  | SL    | Ipovedenti Atleta guida | Elina Stary Anna-Jacqueline Stoss | Barbara Aigner Klara Sykora       | Menna Fitzpatrick Katie Guest     |
| 27 febbraio 2023 | Kitzbühel            | Austria  | SL    | In piedi                | Ebba Årsjö                        | Anna-Maria Rieder                 | Aurélie Richard                   |
| 27 febbraio 2023 | Kitzbühel            | Austria  | SL    | Seduti                  | Laurie Stephens                   | -                                 | -                                 |
| 28 febbraio 2023 | Kitzbühel            | Austria  | SL    | Ipovedenti Atleta guida | Veronika Aigner Elisabeth Aigner  | Elina Stary Anna-Jacqueline Stoss | Menna Fitzpatrick Katie Guest     |
| 28 febbraio 2023 | Kitzbühel            | Austria  | SL    | In piedi                | Ebba Årsjö                        | Anna-Maria Rieder                 | Aurélie Richard                   |
| 28 febbraio 2023 | Kitzbühel            | Austria  | SL    | Seduti                  | Laurie Stephens                   | -                                 | -                                 |
| 11 marzo 2023    | Sella Nevea          | Italia   | DH    | Ipovedenti Atleta guida | Sara Choi Junhyeong Kim           | -                                 | -                                 |
| 11 marzo 2023    | Sella Nevea          | Italia   | DH    | In piedi                | Anna-Maria Rieder                 | Frédérique Turgeon                | Aurélie Richard                   |
| 11 marzo 2023    | Sella Nevea          | Italia   | DH    | Seduti                  | Anna-Lena Forster                 | -                                 | -                                 |
| 12 marzo 2023    | Sella Nevea          | Italia   | DH    | Ipovedenti Atleta guida | Sara Choi Junhyeong Kim           | -                                 | -                                 |
| 12 marzo 2023    | Sella Nevea          | Italia   | DH    | In piedi                | Ebba Årsjö                        | Anna-Maria Rieder                 | Frédérique Turgeon                |
| 12 marzo 2023    | Sella Nevea          | Italia   | DH    | Seduti                  | Anna-Lena Forster                 | Barbara van Bergen                | -                                 |
| 12 marzo 2023    | Sella Nevea          | Italia   | SG    | annullata               | annullata                         | annullata                         | annullata                         |
| 15 marzo 2023    | Cortina d'Ampezzo    | Italia   | GS    | Ipovedenti Atleta guida | Chiara Mazzel Fabrizio Casal      | Menna Fitzpatrick Katie Guest     | Sara Choi Junhyeong Kim           |
| 15 marzo 2023    | Cortina d'Ampezzo    | Italia   | GS    | In piedi                | Ebba Årsjö                        | Anna-Maria Rieder                 | Aurélie Richard                   |
| 15 marzo 2023    | Cortina d'Ampezzo    | Italia   | GS    | Seduti                  | Anna-Lena Forster                 | Audrey Pascual                    | Nette Kiviranta                   |
| 16 marzo 2023    | Cortina d'Ampezzo    | Italia   | SL    | annullata               | annullata                         | annullata                         | annullata                         |
| 16 marzo 2023    | Cortina d'Ampezzo    | Italia   | GS    | Ipovedenti Atleta guida | Chiara Mazzel Fabrizio Casal      | Elina Stary Anna-Jacqueline Stoss | Menna Fitzpatrick Katie Guest     |
| 16 marzo 2023    | Cortina d'Ampezzo    | Italia   | GS    | In piedi                | Ebba Årsjö                        | Anna-Maria Rieder                 | Andrea Rothfuss                   |
| 16 marzo 2023    | Cortina d'Ampezzo    | Italia   | GS    | Seduti                  | Anna-Lena Forster                 | Audrey Pascual                    | Barbara van Bergen                |
| 17 marzo 2023    | Cortina d'Ampezzo    | Italia   | SL    | Ipovedenti Atleta guida | Elina Stary Anna-Jacqueline Stoss | Veronika Aigner Elisabeth Aigner  | Menna Fitzpatrick Katie Guest     |
| 17 marzo 2023    | Cortina d'Ampezzo    | Italia   | SL    | In piedi                | Ebba Årsjö                        | Anna-Maria Rieder                 | Aurélie Richard                   |
| 17 marzo 2023    | Cortina d'Ampezzo    | Italia   | SL    | Seduti                  | Anna-Lena Forster                 | Audrey Pascual                    | Nette Kiviranta                   |

Legenda:

DH = discesa libera

SG = supergigante

GS = slalom gigante

SL = slalom speciale

### Classifiche

#### Ipovedenti

##### Generale
| Pos. | Nome Atleta guida                 | Nazione       | Punti |
| ---- | --------------------------------- | ------------- | ----- |
| 1    | Veronika Aigner Elisabeth Aigner  | Austria       | 880   |
| 2    | Chiara Mazzel Fabrizio Casal      | Italia        | 800   |
| 3    | Elina Stary Anna-Jacqueline Stoss | Austria       | 640   |
| 4    | Martina Vozza Ylenia Sabidussi    | Italia        | 520   |
| 5    | Menna Fitzpatrick Katie Guest     | Regno Unito   | 450   |
| 6    | Alexandra Rexová Eva Trajčíková   | Slovacchia    | 380   |
| 7    | Barbara Aigner Klara Sykora       | Austria       | 320   |
| 8    | Sara Choi Junhyeong Kim           | Corea del Sud | 205   |
| 8    | Eva Nikou Dimitris Profentzas     | Grecia        | 155   |
| 10   | Luisa Grube Jeremias Wilke        | Germania      | 50    |

##### Discesa libera
| Pos. | Nome Atleta guida              | Nazione       | Punti |
| ---- | ------------------------------ | ------------- | ----- |
| 1    | Chiara Mazzel Fabrizio Casal   | Italia        | 130   |
| 2    | Sara Choi Junhyeong Kim        | Corea del Sud | 100   |
| 3    | Martina Vozza Ylenia Sabidussi | Italia        | 60    |

##### Supergigante
| Pos. | Nome Atleta guida               | Nazione    | Punti |
| ---- | ------------------------------- | ---------- | ----- |
| 1    | Martina Vozza Ylenia Sabidussi  | Italia     | 210   |
| 2    | Chiara Mazzel Fabrizio Casal    | Italia     | 200   |
| 3    | Alexandra Rexová Eva Trajčíková | Slovacchia | 120   |

##### Slalom gigante
| Pos. | Nome Atleta guida                 | Nazione     | Punti |
| ---- | --------------------------------- | ----------- | ----- |
| 1    | Veronika Aigner Elisabeth Aigner  | Austria     | 400   |
| 2    | Elina Stary Anna-Jacqueline Stoss | Austria     | 300   |
| 3    | Chiara Mazzel Fabrizio Casal      | Italia      | 280   |
| 4    | Martina Vozza Ylenia Sabidussi    | Italia      | 250   |
| 5    | Menna Fitzpatrick Katie Guest     | Regno Unito | 190   |

##### Slalom speciale
| Pos. | Nome Atleta guida                 | Nazione     | Punti |
| ---- | --------------------------------- | ----------- | ----- |
| 1    | Veronika Aigner Elisabeth Aigner  | Austria     | 480   |
| 2    | Elina Stary Anna-Jacqueline Stoss | Austria     | 340   |
| 3    | Barbara Aigner Klara Sykora       | Austria     | 260   |
| 4    | Menna Fitzpatrick Katie Guest     | Regno Unito | 260   |
| 5    | Alexandra Rexová Eva Trajčíková   | Slovacchia  | 220   |

#### In piedi

##### Generale
| Pos. | Nome               | Nazione     | Punti |
| ---- | ------------------ | ----------- | ----- |
| 1    | Anna-Maria Rieder  | Germania    | 1320  |
| 2    | Ebba Årsjö         | Svezia      | 1200  |
| 3    | Aurélie Richard    | Francia     | 860   |
| 4    | Andrea Rothfuss    | Germania    | 725   |
| 5    | Frédérique Turgeon | Canada      | 520   |
| 6    | Allie Johnson      | Stati Uniti | 260   |
| 7    | Lucija Smetiško    | Croazia     | 160   |
| 8    | Ammi Hondo         | Giappone    | 90    |

##### Discesa libera
| Pos. | Nome               | Nazione  | Punti |
| ---- | ------------------ | -------- | ----- |
| 1    | Anna-Maria Rieder  | Germania | 360   |
| 2    | Frédérique Turgeon | Canada   | 320   |
| 3    | Aurélie Richard    | Francia  | 230   |
| 4    | Andrea Rothfuss    | Germania | 195   |
| 5    | Ebba Årsjö         | Svezia   | 100   |

##### Supergigante
| Pos. | Nome               | Nazione  | Punti |
| ---- | ------------------ | -------- | ----- |
| 1    | Andrea Rothfuss    | Germania | 280   |
| 2    | Anna-Maria Rieder  | Germania | 260   |
| 3    | Ebba Årsjö         | Svezia   | 200   |
| 4    | Aurélie Richard    | Francia  | 160   |
| 5    | Frédérique Turgeon | Canada   | 150   |

##### Slalom gigante
| Pos. | Nome              | Nazione     | Punti |
| ---- | ----------------- | ----------- | ----- |
| 1    | Aurélie Richard   | Francia     | 310   |
| 2    | Ebba Årsjö        | Svezia      | 300   |
| 3    | Allie Johnson     | Stati Uniti | 260   |
| 4    | Anna-Maria Rieder | Germania    | 220   |
| 5    | Andrea Rothfuss   | Germania    | 190   |

##### Slalom speciale
| Pos. | Nome              | Nazione  | Punti |
| ---- | ----------------- | -------- | ----- |
| 1    | Ebba Årsjö        | Svezia   | 600   |
| 2    | Anna-Maria Rieder | Germania | 480   |
| 3    | Aurélie Richard   | Francia  | 160   |
| 4    | Lucija Smetiško   | Croazia  | 80    |
| 5    | Andrea Rothfuss   | Germania | 60    |

#### Seduti

##### Generale
| Pos. | Nome               | Nazione     | Punti |
| ---- | ------------------ | ----------- | ----- |
| 1    | Anna-Lena Forster  | Germania    | 1320  |
| 2    | Laurie Stephens    | Stati Uniti | 610   |
| 3    | Audrey Pascual     | Spagna      | 500   |
| 4    | Barbara van Bergen | Paesi Bassi | 400   |
| 5    | Nette Kiviranta    | Finlandia   | 310   |
| 6    | Saylor O'Brien     | Stati Uniti | 60    |

##### Discesa libera
| Pos. | Nome               | Nazione     | Punti |
| ---- | ------------------ | ----------- | ----- |
| 1    | Anna-Lena Forster  | Germania    | 300   |
| 2    | Barbara van Bergen | Paesi Bassi | 140   |

##### Supergigante
| Pos. | Nome               | Nazione     | Punti |
| ---- | ------------------ | ----------- | ----- |
| 1    | Anna-Lena Forster  | Germania    | 320   |
| 2    | Barbara van Bergen | Paesi Bassi | 120   |

##### Slalom gigante
| Pos. | Nome               | Nazione     | Punti |
| ---- | ------------------ | ----------- | ----- |
| 1    | Audrey Pascual     | Spagna      | 420   |
| 2    | Laurie Stephens    | Stati Uniti | 330   |
| 3    | Anna-Lena Forster  | Germania    | 300   |
| 4    | Nette Kiviranta    | Finlandia   | 170   |
| 5    | Barbara van Bergen | Paesi Bassi | 140   |

##### Slalom speciale
| Pos. | Nome              | Nazione     | Punti |
| ---- | ----------------- | ----------- | ----- |
| 1    | Anna-Lena Forster | Germania    | 400   |
| 2    | Laurie Stephens   | Stati Uniti | 280   |
| 3    | Nette Kiviranta   | Finlandia   | 140   |
| 4    | Audrey Pascual    | Spagna      | 80    |